# Episodi di Rex (quinta stagione)
La quinta stagione della serie televisiva Rex, composta da 12 episodi, è stata trasmessa per la prima volta in Australia dal 26 novembre 2012 sulla rete SBS Two.
In Italia la stagione è stata trasmessa su Rai 2 dal 12 aprile al 17 maggio 2013, di seguito alla stagione precedente: l'episodio Legami di sangue, che in origine era il settimo, è stato spostato alla fine per concludere la stagione.
| nº | Titolo italiano                 | Prima TV Australia | Prima TV Italia |
| -- | ------------------------------- | ------------------ | --------------- |
| 1  | La tigre                        | 26 novembre 2012   | 12 aprile 2013  |
| 2  | Superstar                       | 3 dicembre 2012    | 12 aprile 2013  |
| 3  | Un delitto quasi perfetto       | 10 dicembre 2012   | 19 aprile 2013  |
| 4  | Il tempo non guarisce le ferite | 17 dicembre 2012   | 19 aprile 2013  |
| 5  | Una voce nella folla            | 24 dicembre 2012   | 26 aprile 2013  |
| 6  | L'intruso                       | 31 dicembre 2012   | 26 aprile 2013  |
| 7  | Due uomini e un bebè            | 7 gennaio 2013     | 3 maggio 2013   |
| 8  | Blackout                        | 14 gennaio 2013    | 3 maggio 2013   |
| 9  | Un colpo al cuore               | 21 gennaio 2013    | 10 maggio 2013  |
| 10 | Il lato oscuro                  | 28 gennaio 2013    | 10 maggio 2013  |
| 11 | Il Grigio                       | 4 febbraio 2013    | 17 maggio 2013  |
| 12 | Legami di sangue                | 11 febbraio 2013   | 17 maggio 2013  |

## La tigre
- Diretto da: Marco Serafini
- Scritto da: Daniel Maximilian, Thomas Pauli, Stefano Anghelé

### Trama
Il commissario Davide Rivera e Rex indagano sul caso di un domatore di un circo che viene sbranato da una tigre. La morte sembra accidentale, ma Rex riesce a scoprire che è stato usato un fischio a ultrasuoni per irritare la tigre.
- Ascolti Italia: telespettatori 2 361 000 - share 8,44%.[1]

## Superstar
- Diretto da: Marco Serafini
- Scritto da: Peter Lohner e Stefano Anghelé

### Trama
Dopo l'assassinio di un'attrice, il commissario Rivera e Rex cominciano a indagare e si accorgono quasi subito che non è poca la gente con motivi per ucciderla - inclusi il suo produttore, il coprotagonista, e sua moglie. Nel frattempo, Rex scopre un talento per l'interpretazione.
- Altri interpreti: Manuela Gatti, Chiara Ricci, Massimo Reale
- Ascolti Italia: telespettatori 2 479 000 - share 9,50%.[1]

## Un delitto quasi perfetto
- Diretto da: Fernando Muraca
- Scritto da: Daniel Maximilian, Thomas Pauli, Stefano Anghelé

### Trama
Quando un uomo viene trovato morto nella sua sauna privata, il commissario Rivera e Rex indagano sulle circostanze sospette in cui la porta della sauna era incastrata, causando la sua morte da infarto indotto da calore. In poco tempo, Rivera scopre che l'amante, il fratello e la fidanzata dell'uomo avevano tutti un motivo per ucciderlo.
- Altri interpreti: Lavinia Biagi (Laura Ruggieri), Francesca Beggio (Beatrice Setti)
- Ascolti Italia: telespettatori 2 516 000 - share 8,82%.[2]

## Il tempo non guarisce le ferite
- Diretto da: Fernando Muraca
- Scritto da: Regine Bielefeldt, Jacopo Fantastichini, Francesco Favale

### Trama
Quando il giovane manovale Mario Leone (Giancosimo Pagliara) muore in seguito ad una caduta in cantiere, il commissario Rivera e Rex sospettano che si sia trattato di un delitto. Presto scoprono che il giovane era stato l'amante della ricca vedova a cui appartiene il terreno, ma si era poi innamorato di sua figlia.
- Altri interpreti: Camilla Diana (Rita)
- Ascolti Italia: telespettatori 2 574 000 - share 9,77%.[2]

## Una voce nella folla
- Diretto da: Andrea Costantini
- Scritto da: Davide Solinas

### Trama
Amelia Gatti, dopo aver ucciso il proprio aggressore, fugge. Il commissario Rivera e Rex scoprono che sua madre aveva tenuto segreta la sua esistenza al padre naturale.
- Altri interpreti: Daniela Virgilio (Amelia Gatti), Mattia Sbragia (Alberto Mantegna), Claudia Zanella (Costanza Mantegna).
- Ascolti Italia: telespettatori 2 509 000 - share 8,86%.[3]

## L'intruso
- Diretto da: Andrea Costantini
- Scritto da: Daniel Maximilian, Thomas Pauli, Emanuela Canonico, Andrea Costantini

### Trama
Il commissario Rivera e Rex vanno ad un evento di beneficenza nella villa di un ricco possidente, ma restano bloccati quando un gruppo di uomini mascherati li prende in ostaggio. I criminali esigono la combinazione della cassaforte, ma il padrone di casa è fuggito.
- Ascolti Italia: telespettatori 2 567 000 - share 9,78%.[3]

## Due uomini e un bebè
- Diretto da: Andrea Costantini
- Scritto da: Peter Lohner, Stefano Anghelé, Davide Solinas

### Trama
Il commissario Rivera e Rex sono chiamati ad indagare su un duplice omicidio, ma trovano una bambina dentro un camion. Questo li porta a scoprire un racket delle adozioni, gestito segretamente da un'agenzia di adozioni all'apparenza senza fini di lucro. Ma mentre cercano di risolvere il caso, Rivera e i suoi colleghi al commissariato devono anche prendersi cura della bambina.
- Ascolti Italia: telespettatori 2 606 000 - share 9,39%.[4]

## Blackout
- Diretto da: Andrea Costantini
- Scritto da: Daniel Maximilian, Thomas Pauli, Jacopo Fantastichini, Francesco Favale

### Trama
Un ragazzo viene ucciso a colpi di arma da fuoco in una camera d'albergo e una ragazza cade dalla finestra della stessa stanza. È viva, ma il trauma le ha fatto perdere completamente la memoria. Il Commissario Rivera deve contare sulle prove scientifiche e sull'aiuto di Rex per rintracciare l'assassino.
- Altri interpreti: Selvaggia Quattrini, Stefano Ambrogi
- Ascolti Italia: telespettatori 2 748 000 - share 10,39%.[4]

## Un colpo al cuore
- Diretto da: Andrea Costantini
- Scritto da: Luca Zesi

### Trama
Una ragazza risponde a una richiesta di soccorso, trovando un uomo rinchiuso nel bagagliaio della macchina insieme a sua moglie, che è stata pugnalata alla schiena con un coltello che porta le insegne dell'esercito serbo. Il Commissario Rivera e Rex devono indagare e si concentrano sul coltello e su una possibile connessione con l'esercito serbo.
- Ascolti Italia: telespettatori 2 761 000 - share 9,89%.[5]

## Il lato oscuro
- Diretto da: Andrea Costantini
- Scritto da: Bernd Schwamm, Emanuela Canonico, Davide Solinas

### Trama
Due fratelli criminali che ce l'hanno col commissario Rivera rapiscono Rex e gli fanno una iniezione di feromoni per renderlo aggressivo per poi usarlo in una serie di furti. Rex è ora considerato pericoloso e la polizia ha l'ordine di abbatterlo. Rivera deve fare il possibile per trovarlo per primo per cercare di salvarlo. Alla fine Rex si salva.
- Ascolti Italia: telespettatori - 2 689 000 share 10,45%.[5]

## Il Grigio
- Diretto da: Andrea Costantini
- Scritto da: Florian Iwersen, Luca Zesi, Andrea Costantini

### Trama
Il Commissario Rivera e Rex sono sulle tracce di un criminale inafferrabile conosciuto come Il Grigio ma devono competere con un poliziotto rinnegato anche lui alla ricerca del malvivente per vendicarsi della morte del fratello. I tentativi di entrambi vengono mandati all'aria da una talpa che è sempre un passo avanti a loro.m
- Guest star: Luca Ward
- Ascolti Italia: telespettatori 2 607 000 - share 9,52%.[6]

## Legami di sangue
- Diretto da: Andrea Costantini
- Scritto da: Florian Iwersen, Stefano Anghelé, Davide Solinas

### Trama
Un noto uomo politico viene ucciso durante un comizio. La polizia pensa ad un atto terroristico, ma Rivera non ne è convinto. Alla fine di questo episodio, escono di scena Davide Rivera e Tommaso Bizzarri. 
- Ascolti Italia: telespettatori 2 832 000 - share 11,11%.[6]